# Chromalizus procerus
Chromalizus procerus är en skalbaggsart som beskrevs av Schmidt 1922. Chromalizus procerus ingår i släktet Chromalizus och familjen långhorningar. Inga underarter finns listade i Catalogue of Life.